# 胤
| ウィキペディアには「胤」という見出しの百科事典記事はありません（タイトルに「胤」を含むページの一覧/「胤」で始まるページの一覧）。 代わりにウィクショナリーのページ「胤」が役に立つかもしれません。 |